# Stephen Strong
Stephen Strong (* 11. Oktober 1791 in Lebanon, Connecticut; † 15. April 1866 in Watertown, New York) war ein US-amerikanischer Jurist und Politiker. Zwischen 1845 und 1847 vertrat er den Bundesstaat New York im US-Repräsentantenhaus.

## Werdegang
Stephen Strong wurde ungefähr acht Jahre nach dem Ende des Unabhängigkeitskrieges im New London County geboren. Er zog nach New York. Dort besuchte er das Hamilton College in Clinton. Er studierte Jura. Nach dem Erhalt seiner Zulassung als Anwalt 1822 begann er zu praktizieren. Zwischen 1836 und 1838 sowie zwischen 1844 und 1847 war er Bezirksstaatsanwalt im Tioga County. Er wurde 1838 Richter im Tioga County – ein Posten, den er bis 1843 innehatte. Politisch gehörte er der Demokratischen Partei an.
Bei den Kongresswahlen des Jahres 1844 für den 29. Kongress wurde Strong im 22. Wahlbezirk von New York in das US-Repräsentantenhaus in Washington, D.C. gewählt, wo er am 4. März 1845 die Nachfolge von Smith Meade Purdy antrat. Er schied nach dem 3. März 1847 aus dem Kongress aus. Während seiner Kongresszeit hatte er den Vorsitz über das Committee on Expenditures im US-Außenministerium.
Nach seiner Kongresszeit nahm er in Owego seine Tätigkeit als Anwalt auf. Zwischen 1855 und 1859 war er wieder Richter im Tioga County. Strong zog 1861 nach Watertown im Jefferson County, wo er weiter als Anwalt tätig war. Er verstarb dort ungefähr zehn Monate nach dem Ende des Bürgerkrieges.